# Colônia Leopoldina
Colônia Leopoldina é um município brasileiro do estado de Alagoas. Sua população, conforme estimativas do IBGE de 2020, era de 21 818 habitantes.
A primitiva povoação teria surgido no começo do século XIX. Só a partir de 1852, com a instalação da colônia militar foi que se efetivou como povoado. O nome anterior da cidade era Colônia Militar. O nome atual da cidade tem origem em uma visita do Imperador Dom Pedro II acompanhado da princesa Leopoldina.
A passagem de Dom Pedro II e sua comitiva em 5 de janeiro de 1860 consolidou o povoado e se tornou fato histórico.
Pela lei provincial nº 1054, de 27-06-1889 foi criado distrito com a denominação Leopoldina, subordinado ao município de Porto Calvo.
Pela lei estadual nº 321, de 12-06-1901, foi elevado á categoria de município com a denominação de Leopoldina, desmembrado do distrito de Porto Calvo.
Sede no atual distrito de Leopoldina. Constituído do distrito sede. Instalado em 16-07-1904. A Colonia Leopoldina está situada no Vale do Rio Jacuípe, bem próximo à Serra do Teixeira, localiza-se a 106 km de Maceió.

## Geografia
Sua área é de 287,46 km² representando 1,04 % do Estado, 0,02 % da Região e 3,4723824442182667e-23 % de todo o território brasileiro. Área Territorial: 295,7 km² .
Seu Índice de Desenvolvimento Humano (IDH) é de 0,578, segundo o Atlas de Desenvolvimento Humano/PNUD (2000).